# 영숫자
영숫자(英數字, alphanumericals, alphanumeric characters)는 라틴문자와 아라비아 숫자를 통틀어 이르는 말로, 이러한 모임으로부터 구성된 텍스트를 기술하기 위해 사용된다.
메리엄-웹스터는 영숫자의 영어 낱말 alphanumeric(알파뉴메릭)이 구두점과 수학 기호 등의 다른 기호들을 추가적으로 가리킬 수 있다고 이야기한다.
POSIX/C 로케일에서 영숫자는 대소문자를 구별하지 않을 경우(case-insensitive) 36개(A~Z 또는 a~z + 0~9)로 구성되고, 대소문자를 구별할 경우(case-sensitive) 62개(A~Z 그리고 a~z + 0~9)로 구성된다.

## 같이 보기
- 컴퓨터 자판